# Quercus muehlenbergii
Quercus muehlenbergii (дуб Мюленберга) — вид рослин з родини Букові (Fagaceae); поширений у Канаді, США й Мексиці. Вид названий на честь Геттильфа Генріха Ернста Мюленберга.

## Опис

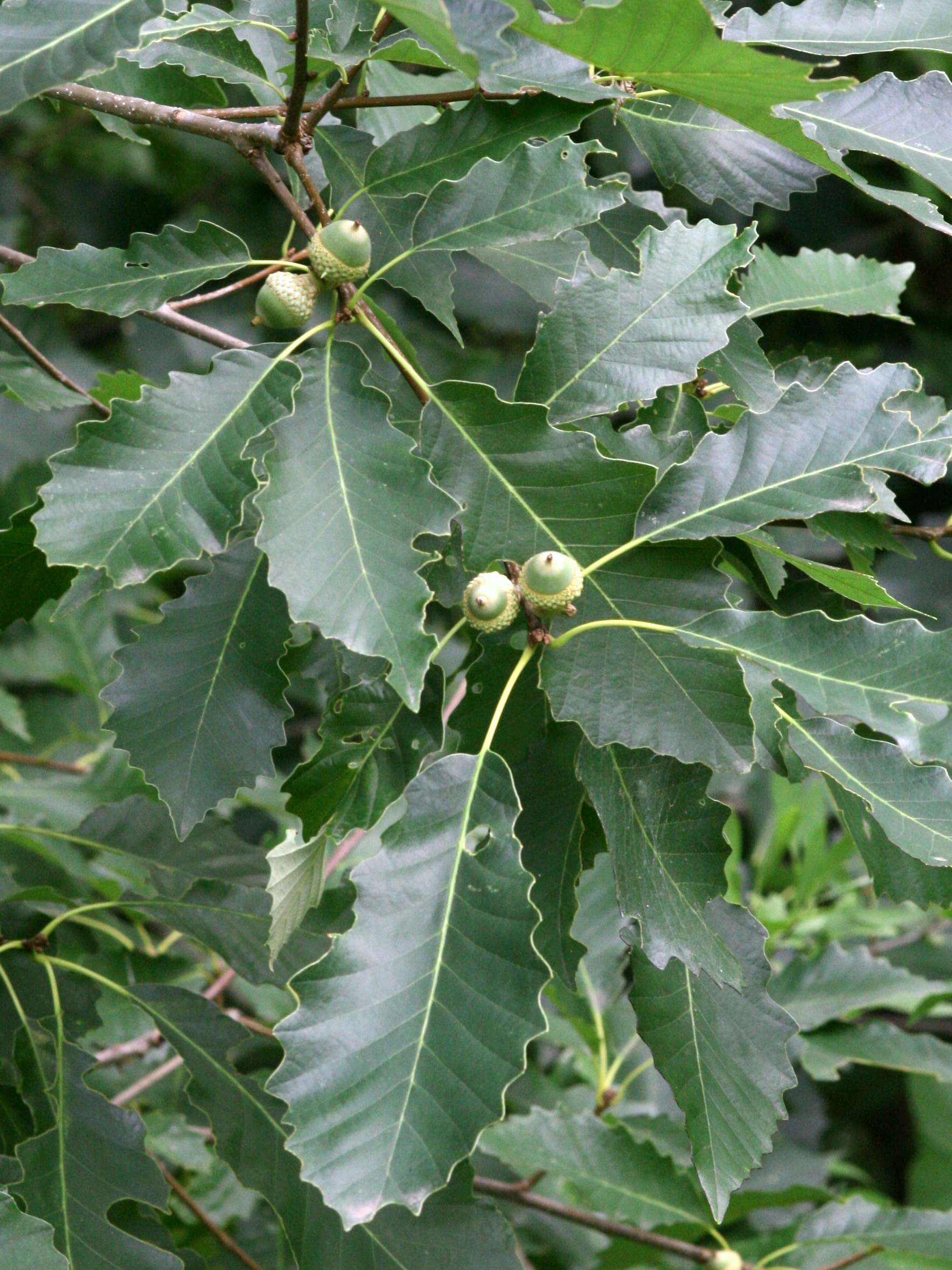
листя й жолудь

Це велике й помірне дерево, що досягає висот 18–24 м. Крона вузька; чагарникова в північній частині ареалу. Кора світло-сіра, луската, тонка. Гілочки червонуваті, злегка запушені, стають безшерстими та сірими. Бруньки коричневі, від яйцюватих до округлих. Листки 6–12 × 3–9 см, тонкі, від овальних до зворотноланцетних; верхівка гостра або загострена; основа клиноподібна або укорочена; край трохи вигнутий, з 4–11 парами неглибоких часточок, загострених; блискуче зелені й ± голі зверху й білувато-зелені волосисті знизу, потім при висиханні голі й сіруваті; ніжки листків жовті, без волосся або майже так, 1–2 см завдовжки. Чоловічі суцвіття 4–6 см; жіночі суцвіття 0.5–2 см. Жолуді завдовжки 2 см, яйцюваті, від темно-коричневих до чорних; безніжкові або майже так; поодинокі або в парі; чашечка волохата, сіра, охоплює 1/2–1/3 горіха; дозріває через 1 рік. Листопадне. 2n = 24.
Період цвітіння пізня зима — весна. Жолуді солодкі і поїдаються вивірками, мишами, бурундуками, оленями, індиками та іншими птахами.

## Середовище проживання
Поширений на півдні Онтаріо (Канада), у центральних і східних частинах США і в Мексиці.
Цей вид локалізований у всьому своєму ареалі і здається залежним від типу ґрунту та рН вище шести. Він легко розмножується проростанням. Зростає на лужних ґрунтах на вапнякових відслоненнях та добре дренованих схилах височин, як правило, з іншими листяними деревами.

## Використання
Широко використовується для шаф, меблів, піддонів та контейнерів. Важка деревина робить Q. muehlenbergii чудовим джерелом палива.

## Загрози
Виду певною мірою загрожує вогонь — сильна пожежа вбиває саджанці та невеликі дерева. Найсерйознішими комахами, що атакують дуб є Lymantria dispar, Anisota senatoria, Lochmaeus manteo. Ceratocystis fagacearum — судинна хвороба, атакує Q. muehlenbergii і зазвичай вбиває дерево протягом двох-чотирьох років. Крім того, великою загрозою для виду є зміни клімату.